# Yorktown (Texas)
Yorktown é uma cidade localizada no estado norte-americano do Texas, no Condado de DeWitt.

## Demografia
Segundo o censo norte-americano de 2000, a sua população era de 2271 habitantes.
Em 2006, foi estimada uma população de 2227, um decréscimo de 44 (-1.9%).

## Geografia
De acordo com o United States Census Bureau tem uma área de
4,5 km², dos quais 4,5 km² cobertos por terra e 0,0 km² cobertos por água.

## Localidades na vizinhança
O diagrama seguinte representa as localidades num raio de 36 km ao redor de Yorktown.